# ブラックスキャンダル (テレビドラマ)
『ブラックスキャンダル』は、2018年10月4日から12月7日まで読売テレビ制作・日本テレビ系『木曜ドラマ』枠にて放送されたテレビドラマである。身に覚えのない不倫スキャンダルによって芸能界から追放された元女優が顔と名前を変え、自分を陥れた芸能プロダクションに復讐していく物語として描かれる。主演はテレビドラマ初主演となる山口紗弥加。
最終話放送終了後には、顔と名前を変える前の主人公を描く前日譚『ブラックスキャンダル エピソードゼロ』がHuluにて前後編で配信された。

## あらすじ
ある日、人気女優・藤崎沙羅の不倫スキャンダルが大々的に報道される。沙羅にとってはまったく身に覚えのないことであり、釈明会見を開こうとした矢先、不倫相手として報道された人気俳優が突然会見場に現れ、事実関係を認めてしまう。この会見によって世間から強烈な誹謗中傷を浴びた沙羅は、芸能界から追放されてしまう。さらには、沙羅の母が娘への重圧に耐えきれず記者の前で焼身自殺し、沙羅はすべてを失ってしまう。
5年後、沙羅は不倫相手として祭り上げられた二世俳優が、自分の元所属先である芸能プロダクション「フローライト」に金を積まれて偽のスキャンダルを演じたと告白したことを、後輩女優から聞かされる。真実を知った沙羅は自分を陥れた者たちに復讐するため、整形手術を受けて顔を変えた上で矢神亜梨沙と名乗り、「フローライト」にマネージャーとして潜入する。しかし、その復讐の先には誰も想像し得ない衝撃の展開が待ち受けていた。

## 登場人物

### フローライト
矢神亜梨沙（やがみ ありさ）〈35〉
演 - 山口紗弥加
芸能プロダクション「フローライト」の敏腕マネージャー。元々は「フローライト」に所属していた女優だったが、5年前に身に覚えのない不倫スキャンダルで芸能界から追放される。やがて、5年前の不倫スキャンダルが「フローライト」によって仕組まれていたものであることを知ると、整形手術をして名前を変えて、自分を嵌めた者たちに復讐するために「フローライト」に潜入する。決め台詞は、「一滴残らず、地球上から干されて消えて」。
勅使河原純矢（てしがわら じゅんや）〈38〉
演 - 安藤政信
フローライト芸能1部チーフマネージャーで亜梨沙の元恋人。フローライトの社長・勅使河原友和の一人息子である。結婚を約束するほどの仲であったが、不倫スキャンダルが亜梨沙の身に起こってしまったため、破局してしまい婚約も解消されてしまう。気持ちを切り替えて、社長の座を継ぐつもりでいたのだが、父の友和からは否定される。
阿久津唯菜（あくつ ゆいな）〈28〉
演 - 松井玲奈
フローライト芸能1部に所属する人気女優。連続ドラマの主演を数多く務め、CM契約数も10本を誇る。5年前に亜梨沙の身に起きた不倫スキャンダルが仕組まれたものであると知り、亜梨沙にその事実を伝える。亜梨沙にとって最大の理解者でもある。
水谷快人（みずたに かいと）〈23〉
演 - 若葉竜也
フローライトの新人マネージャー。自分が行う業務には並々ならぬ熱意を持っており、スカウト業務にも精を出すのだが、どうにも人を見る目が劣っている。チーフマネージャーの亜梨沙と行動を共にすることが多く、色々な面で振り回されている。
犬飼遊真（いぬかい ゆうま）〈30〉
演 - 森田甘路
フローライト芸能2部マネージャー。3年前にアイドルグループ「ミルキーロード」を結成させる。紆余曲折を経ながらも、今年になってブレイクを果たす。非常に責任感が強く、会社からも絶大な信頼を得ている。実は「ミルキーロード」のメンバーの1人である「ミカ」と極秘交際中である。
ミルキーロード
フローライト所属のアイドルグループ。
ミカ（赤）
演 - 田中真琴
ミルキーロードのリーダー。妊娠が発覚し、アイドルの闇に引きずり込まれる。
シズカ（黄）
演 - 槙田紗子
サツキ（緑）
演 - 渡邊真由
マコ（青）
演 - 中明佑里花
小嶋夏恋（こじま かれん）〈21〉
演 - 小川紗良
フローライト芸能2部に所属する若手女優。中学生の時に紗羅のドラマの演技を見たのがきっかけで女優を目指した。容姿端麗で女優としての才能は抜群ではあるが、あと少しのところでチャンスを逃している。亜梨沙と出会ったことで、これまでの甘い考えを捨て、女優として生きていく覚悟を決める。
長谷川浩文（はせがわ ひろふみ）〈55〉
演 - 谷川昭一朗
フローライト芸能2部マネージャー。
田澤真樹（たざわ まき）〈26〉
演 - 野村麻純
フローライト芸能2部マネージャー。
ソフィア・ミハイロビッチ
演 - 瑛茉ジャスミン
水谷にスカウトされ、フローライト所属となった外国人モデル。すぐにCM出演が決まるなど破竹の勢いで人気が急上昇していく。
藤崎沙羅（ふじさき さら）〈当時30〉
演 - 松本まりか
フローライトに所属していた元女優。身に覚えのない棚城との不倫スキャンダルが大々的に報じられる。釈明会見をしようとした矢先に棚城が釈明会見で不倫事実を認めてしまい、世間から猛烈な誹謗中傷を浴びて芸能界から追放されてしまう。5年後、後輩女優から不倫スキャンダルが捏造されたものであることを聞かされ、整形手術を行って顔を変え、名前を「矢神亜梨沙」と名乗り、自分を嵌めた者たちに復讐する決意をする。
花園由祐子（はなぞの ゆうこ）〈40〉
演 - 平岩紙
フローライト芸能2部チーフマネージャー。亜梨沙の元マネージャー、亜梨沙の不倫スキャンダルを捏造した中心人物とおもわれていたが、釈明会見で棚城が現れることを知らされず亜梨沙に不信感を持ってしまった。かつては女優のことを第一に考えていたが、現在ではタレントを売るためならば手段を選ばない強硬派に変化している。タレントを「物」としてでしか扱わず、必要なしと判断すれば問答無用で切り捨てるようになる。
ジョーン・D
演 ‐ マイケル富岡
辞任する勅使河原の後任の「フローライト」社長。芸能事務所の経営は素人レベル。
のちに巨額の脱税に関与していたことがマスコミで報じられ、就任は取り消しとなる。
勅使河原友和（てしがわら ともかず）〈60〉
演 - 片岡鶴太郎
純矢の父親。所属タレントに対しては並々ならぬ愛情を注ぎ、父親のように慕われている存在である。世間では亜梨沙の不倫スキャンダルを捏造した元凶であるとされているが、実際のところは謎のままである。芸能事務所「フローライト」社長だったが、突如、新社長を伴い社長辞任を発表する。

### その他
棚城健二郎（たなしろ けんじろう）〈35〉
演 - 波岡一喜
かつてフローライトに所属していた俳優。実は5年前に起きた不倫スキャンダルにおいて、亜梨沙の不倫相手として祭り上げられた人物である。一連の騒動でフローライトを辞めた後に父親が経営する芸能事務所に移籍した。1年間の謹慎後、役者として復帰していたが、覚醒剤取締法違反により逮捕され、芸能界引退を余儀なくされる。
藤崎雅美（ふじさき まさみ）
演 ‐ クノ真季子
沙羅の母。自宅にまでマスコミに詰めかけられ、精神的に衰弱していた。そして、娘の不倫スキャンダルをカメラの前で謝罪した直後、液体をかぶって自宅玄関前で焼死した。
巻田健吾（まきた けんご）〈38〉
演 - 片桐仁
文藝星流株式会社の写真週刊誌「週刊星流」の、編集プロダクションに在籍する記者。亜梨沙の不倫スキャンダルをスッパ抜いた人物。フローライトの若手女優である小嶋夏恋のスキャンダルを追っていた矢先、フローライトに潜入した亜梨沙が藤崎沙羅であることを知り、四方八方から揺さぶりをかける。
稲沢晃（いなざわ あきら）
演 ‐ 立花裕大　
「フローライト」芸能2部所属の若手俳優。容姿には恵まれているが役には恵まれていない。小遣い稼ぎのため、枕営業を繰り返している。
巻田美鈴
演 - 青山めぐ
巻田の妻で元モデル。
巻田リナ
演 - 青柳有咲
巻田の娘。
中島
演 - 佐野泰臣
巻田の同僚記者。
水谷明日那
演 - 中村静香
水谷快人の継姉。

### ゲスト
第1話
五色沼仁
演 - 袴田吉彦
テレビ局「全日テレビ」プロデューサー。5年前の会見を仕切ったプロデューサーで、事務所を通じて若手女優などに枕営業を強要していた。
第2話
棚城正則
演 - 山下真司
俳優。棚城健二郎の父。独立当初、1億円の借金を背負ったが、息子のスキャンダルにより人気回復。
保田静江
演 - 朝加真由美
棚城正則・健二郎親子のマネージャー。30年支え続けた棚城正則を守るために健二郎を切り捨てることに同意する。
第3話
十勝マサコ
演 ‐ 長谷川まさ子（第7話）
劇中のワイドショーに出演していた芸能レポーター。
第4話
女社長
演 - 牧野ステテコ
花園の知り合い。
第5話
久保寺徹
演 - 笠原秀幸
「LALAヴィレッジ」社長。

## スタッフ
- 脚本 - 佐藤友治、泉澤陽子
- 監督 - 長沼誠、松永洋一、林雅貴、西村了
- 音楽 - 井筒昭雄
- 主題歌 - ゲスの極み乙女。「ドグマン」（TACO RECORDS / Warner Music Japan）[7]
- チーフプロデューサー - 岡本浩一
- プロデューサー - 福田浩之、中間利彦、茂山佳則（AXON）、西紀州（AXON）
- スペシャルアドバイザー（監修） - 株式会社 KOZOクリエイターズ[8]
- 制作協力 - AXON
- 制作著作 - 読売テレビ

## 放送日程
| 第1話                                                     | 10月04日 | 本当に謝罪会見すべきは私じゃない…!                        | 佐藤友治 | 長沼誠   |
| 第2話                                                     | 10月11日 | ゲス過ぎる二世俳優の薬物汚染が止まらない                  | 佐藤友治 | 長沼誠   |
| 第3話                                                     | 10月18日 | アイドルの闇!? 芸能界のタブーが暴露される                 | 佐藤友治 | 松永洋一 |
| 第4話                                                     | 10月25日 | 整形発覚で復讐終了!? ゲスの極み芸能記者!                  | 佐藤友治 | 長沼誠   |
| 第5話                                                     | 11月02日 | ブラックスキャンダル因縁のCM争奪バトル枕営業再び…衝撃結末 | 泉澤陽子 | 林雅貴   |
| 第6話                                                     | 11月09日 | 女優にヌード強要! 最低ゲスマネージャー                    | 泉澤陽子 | 長沼誠   |
| 第7話                                                     | 11月15日 | 復讐最終章! ゲス社長が秘密にする衝撃事実                  | 佐藤友治 | 西村了   |
| 第8話                                                     | 11月22日 | 女同士のドロ沼バトル! 衝撃の事実が明らかに!?              | 泉澤陽子 | 松永洋一 |
| 第9話                                                     | 11月29日 | 真の黒幕はまさかの!? 今夜衝撃の真相を暴露                 | 佐藤友治 | 松永洋一 |
| 最終話                                                    | 12月07日 | 黒幕はゲスの極み! 壮絶な結末を見逃すな!                   | 佐藤友治 | 長沼誠   |
| 平均視聴率 3.3%（視聴率は関東地区・ビデオリサーチ社調べ） |          |                                                           |          |          |

## チェインストーリー
本編終了直後から○.5話として配信され、2018年12月31日までGYAO!で独占配信されていた。
サブタイトル・キャスト
- #1.5 - 知られざる亜梨沙と唯奈の過去
  - 山口紗弥加
  - 松井玲奈

- #2.5 - マネージャー犬飼の秘密
  - 安藤政信
  - 森田甘路

- #3.5 - 芸能記者 巻田の狙い
  - 片桐仁
  - 佐野泰臣

- #4.5 - マネージャー水谷の憂鬱
  - 若葉竜也
  - 野村麻純
  - 谷川昭一郎

- #5.5 - 勅使河原純矢VS花園由祐子
  - 安藤政信
  - 平岩紙

- #6.5 - 勅使河原友和社長の狙い
  - 片岡鶴太郎
  - 谷川昭一郎

- #7.5 - 唯菜と紗羅の過去の絆...
  - 松井玲奈
  - 三島ゆたか
  - 長谷川まさ子
  - 松本まりか

- #8.5 - 激震のフローライト
  - 森田甘路
  - 野村麻純
  - 谷川昭一郎

- #9.5 - 揺るぎない水谷の決意
  - 若葉竜也
  - 中村静香

スタッフ
- 脚本 - 内平未央
- 音楽 - 井筒昭雄
- 特別協力 - GYAO!
- チーフプロデューサー - 岡本浩一
- プロデューサー - 福田浩之、中間利彦、茂山佳則、西紀州
- 演出 - 長沼誠、西村了、林雅貴
- 制作協力 - AXON
- 制作著作 - 読売テレビ

## 関連作品
『ブラックリベンジ』
2017年に本作品と同じ枠で放送されたテレビドラマ。エキサイトニュースでは、本作品と登場する企業名が共通していることが挙げられている。また、本作品の放送開始に先駆けては関連作品とされ、GYAO!でのネット配信も行なわれた。
『ブラックファミリア〜新堂家の復讐〜』
2023年に本作品と同じ枠で放送される予定のテレビドラマ。『ブラックリベンジ』と本作品に続く「ブラック」シリーズ第3弾として位置づけられている。